# Östlig sköldparadisfågel
Östlig sköldparadisfågel (Ptiloris intercedens) är en fågel i familjen paradisfåglar inom ordningen tättingar.

## Utbredning och systematik
Fågeln förekommer i låglänta områden i centrala och sydöstra Papua Nya Guinea. Tidigare behandlades den som en underart till praktsköldparadisfågel (P. magnificus'’).

## Status
Naturvårdsunionen IUCN placerar den i hotkategorin livskraftig.